# Enrique Álvarez Córdoba

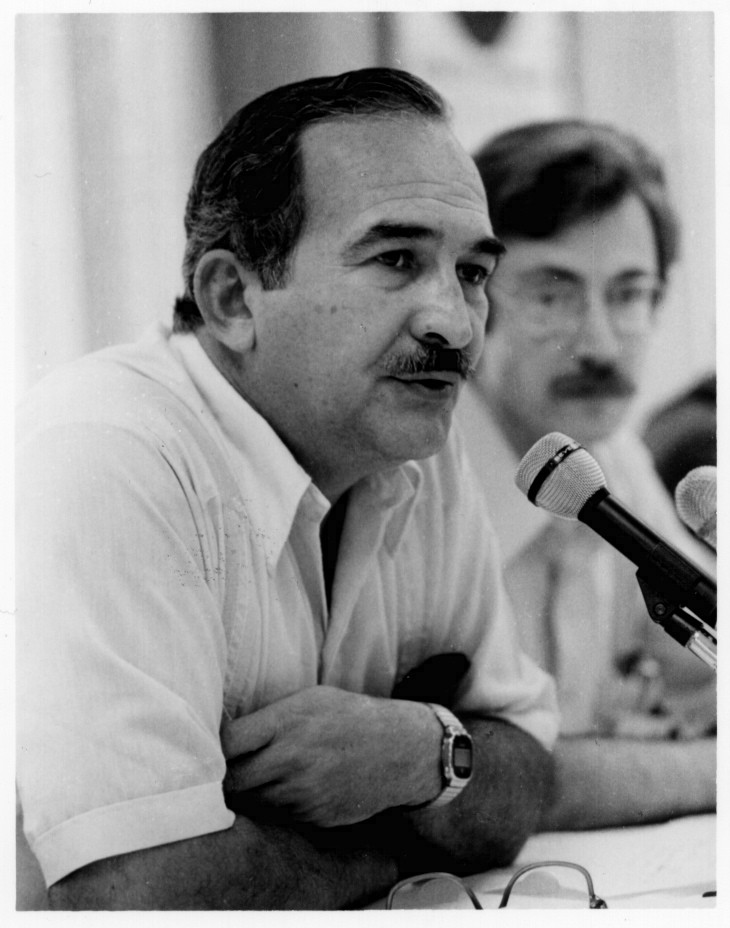
Enrique Álvarez Córdoba

Enrique Álvarez Córdoba (* 4. März 1930 in San Salvador; † 27. November 1980 ebenda) war ein salvadorianischer Kaffeepflanzer und Reformpolitiker. Als Anhänger einer Landreform war er mehrmals Landwirtschaftsminister und wurde von einer rechtsextremen Todesschwadron ermordet.

## Leben
Álvarez stammte aus einer der führenden Grundbesitzerfamilien El Salvadors und studierte Betriebswirtschaft an der Rutgers University in New Jersey, USA. In den 1970er Jahren war er mehrmals stellvertretender Landwirtschaftsminister und versuchte, eine Landreform durchzusetzen, um die Armut im Lande zu bekämpfen. 1979 wurde er Landwirtschaftsminister in der Ersten Junta Revolucionaria de Gobierno. Anfang 1980 trat er zurück und gründete im April 1980 gemeinsam mit anderen linksgerichteten Politikern die Frente Democrático Revolucionario (FDR) (Demokratische Revolutionäre Front), die in Opposition zur Junta trat. Am 27. November 1980 wurde er während einer Pressekonferenz gemeinsam mit Juan Chacón, Manuel Franco, Humberto Mendoza und Enrique Barrera von einer Todesschwadron entführt und ermordet. Er wurde in der Krypta der Kathedrale von San Salvador beigesetzt.